# Forpus
Forpus és un gènere d'ocells de la família dels psitàcids.

## Llista d'espècies
S'han descrit 8 espècies dins aquest gènere:
- cotorreta alablava (Forpus xanthopterygius).
- cotorreta caragroga (Forpus xanthops).
- cotorreta celeste (Forpus coelestis).
- cotorreta d'ulleres (Forpus conspicillatus).
- cotorreta de carpó verd (Forpus passerinus).
- cotorreta de Mèxic (Forpus cyanopygius).
- cotorreta de Sclater (Forpus modestus).
- cotorreta de Spengel (Forpus spengeli).

## Informació
Els forpus són procedents d'Amèrica del Sud.
D'entre tots els forpus, el Forpus Coelestis és el més conegut i estès entre els aficionats i criadors. Si bé hi ha altres subespècies ben arrelades al món de l'avicultura.
El Forpus Coelestis té una grandària de 12 - 13 cm; és rabassut i de cua "retallada": una "barreja" entre el periquito i l'Agapornis.
La seva distribució en llibertat inclou l'occident de l'Equador i el nord-occident del Perú. És realment molt abundant i comú, formant grans esbarts en recerca d'aliment.
En captivitat és una au tranquil·la, bastant "silenciosa" en comparació amb altres tipus de lloros i pericos que són molt més sorollosos i escandalosos. Resulten tan tranquils que una vegada acostumats i aclimatats al seu lloc, resulten ser molt confiats, no espantant-se així com així ni sent tan histriònics com el són en general totes les aus.
El forpus és un dels pocs psitàcids amb dimorfisme sexual, sent molt fàcil, per tant, distingir mascles de femelles, fins i tot quan emplomen els polls.
A grans trets el color dels mascles és més vistós: el mascle posseeix sota les ales, a les celles i la rabada un marcat blau, molt vistós en vol, concretament el situat sota les seves ales. Les femelles són d'una coloració una mica més apagada i no posseeixen aquestes tonalitats blaves tan tremendament marcades en els mascles.

## Alimentació
L'alimentació del forpus no és molt diferent ni dista molt de l'alimentació que se li proporciona a altres petits pistàcids com són els periquitos, Agapornis, etc.
La seva alimentació es basa en mixtura o pinso per Agapornis, juntament amb escaiola, i tenint especial cura amb els greixos (pipes, etc.). Al seu torn, la seva alimentació haurà de ser rica en fruites i verdures, llavors germinades...
Com tots, haurà de tenir sempre a disposició un bona mixtura de llavors o pinso. Concretament pels Forpus els és totalment vàlida la mixtura destinada a Agapornis. No obstant això, segons la marca, aquesta porta massa pipa, llavor alta en greix que convé rebaixar (els forpus són propensos a "engreixar-se"). Per a això, podrem rebaixar-la barrejant, a parts iguals, *mixtura per a Agapornis i mixtura per a periquitos (aquesta última no porta tanta pipa ni greixos). Així mateix, podem enriquir encara més la mixtura afegint-hi només escaiola (doncs normalment n'hi ha molt poca a les de periquitos i Agapornis).
Aconseguint doncs aquesta barreja, estarem donant una varietat de llavors necessàries i molt vàlida al nostre Forpus.
D'altra banda és molt important oferir-li fruita i verdura, almenys, 3-4 vegades a la setmana. És important també sortir de la típica fruita (poma) i verdura (enciam), donant-li a tastar la infinitat de fruites i verdures que realment podrem oferir-los:
- Fruites: pera, taronja, raïm, pruna, maduixa, kiwi, meló, albercoc, cirera, magrana, mandarina, figa, etc.
- Verdures: bledes, espinacs, pastanaga, col, dent de lleó, créixens, escarola, endívia, mongetes verdes, pebrot, pèsol, tomàquet, etc.
L'única fruita que no se li pot donar doncs resulta mortal a causa d'un component que porta és l'alvocat.
A més de tota aquesta fruita i verdura, és molt aconsellable oferir-li llavors germinades, doncs resulten altament nutritives. Per a això posarem a germinar algunes de les llavors de la seva mixtura; o millor encara podrem adquirir llavors específicament destinades a la germinació.
Pot donar-se el cas que el nostre forpus amb anterioritat no hagi estat acostumat a les llavors germinades o a una varietat de fruita i verdura concreta i resulti difícil fer-lo menjar, ni tan sols tastar una mica de tot això.
Serà qüestió d'acostumar-lo: durant les primeres vegades i possiblement setmanes, no farà cas de totes aquestes "novetats alimentàries", havent-les de llençar, fins i tot, sense tocar. No obstant això, serà qüestió de paciència i d'insistir, i fins i tot d'oferir-li-ho de diferents maneres amb la finalitat de fer-li-ho atractiu i li pugui la curiositat (entre els barrots, penjant del sostre, picat a una menjadora, barrejat amb les seves llavors, etc.).
Això no obstant, durant tot l'any no hem d'oblidar tenir sempre a la seva disposició os de sèpia, ric en calci i molt necessari principalment per a la femella, per a la formació dels seus ous.
Fins aquí seria la seva alimentació base i principal. A part de tot això, podríem complementar la seva alimentació amb pinso. D'un temps ençà ha anat creixent i reconeixent-se aquest tipus d'alimentació tan nutritiva i completa.
Podrem trobar diferents tipus de marques de pinsos per a petits psitàcids (Agapornis i nimfes), i que molt vàlidament podrem oferir als nostres forpus. Igualment serà un aliment que no menjaran al principi i que haurem d'oferir-li amb assiduïtat i insistència.
Finalment, durant l'època de cria menjaran pasta de cria (també anomenada pasta o paté d'ou). Convé donar-li aquelles pastes seques del mercat, no les humides, doncs aquestes últimes són més grasses.

Font: http://www.forpus-es.com